# Черница (Болгария)
Черница (болг. Черница) — село в Болгарии. Находится в Бургасской области, входит в общину Сунгурларе. Население составляет 363 человека.

## Политическая ситуация
В местном кметстве Черница, в состав которого входит Черница, должность кмета (старосты) исполняет Пенка Митева Христова (Болгарская социалистическая партия (БСП)) по результатам выборов правления кметства.
Кмет (мэр) общины Сунгурларе — Георги Стефанов Кенов (Движение за права и свободы (ДПС)) по результатам выборов в правление общины.